# Oxycrates fulvoradiella
Oxycrates fulvoradiella är en fjärilsart som beskrevs av Legrand 1965. Oxycrates fulvoradiella ingår i släktet Oxycrates och familjen praktmalar, Oecophoridae. Inga underarter finns listade i Catalogue of Life.